# Löbau
Löbau település Németországban, azon belül Szászország tartományban. Lakosainak száma 14 389 fő (2023. december 31.). Löbau Weißenberg és Vierkirchen községekkel határos.

## Történetéről
A történelem során Cseh Királysághoz (1319–1469, 1490–1635) és a Magyar Királysághoz (1469–1490) is tartozott.

## Népesség
A település népességének változása:
| Lakosok száma | 14 767 | 14 643 | 14 277 | 14 352 | 14 389 |
|               | 2017   | 2019   | 2021   | 2022   | 2023   |